# Bo Ralph
Bo Rune Ingemar Ralph (ur. 4 października 1945 w Göteborgu) – profesor, szwedzki językoznawca, członek Akademii Szwedzkiej, wykłada języki nordyckie na wydziale Języka Szwedzkiego Uniwersytetu w Göteborgu. Na członka Akademii Szwedzkiej wybrany został 15 kwietnia 1999 i przyjęty 20 grudnia 1999. Bo Ralph zajął fotel nr 2, na miejsce zmarłego filozofa i socjologa Torgna Segerstedta. 
W 2018 otrzymał islandzki Krzyż Kawalerski Orderu Sokoła Islandzkiego.